# Asparagus concinnus
Asparagus concinnus là một loài thực vật có hoa trong họ Măng tây. Loài này được (Baker) Kies mô tả khoa học đầu tiên năm 1951.